# Charax Spasinu
Charax Spasinu (altgriechisch Χάραξ Σπασίνου, Charax Spasinou), auch Spasinou Charax, war die Hauptstadt des antiken Reiches Charakene nordwestlich des heutigen Basra im Irak und nahe Abadan. Aus Charax Spasinu stammte unter anderem der griechische Schriftsteller Isidoros von Charax.
Die Stadt, damals am persischen Golf nahe dem Tigris und bei Basra gelegen, wurde im frühen Hellenismus von Alexander dem Großen gegründet und erhielt zunächst den Namen Alexandreia in Susiana. Vermutlich war der Ort wie die meisten hellenistischen Neugründungen im Osten als Polis organisiert. Plinius der Ältere berichtet, Alexander habe hier neben Einheimischen insbesondere makedonische Veteranen angesiedelt, denen er ein eigenes Stadtviertel zuwies. Nach einer katastrophalen Überflutung baute der seleukidische König Antiochos IV. die Stadt wieder auf und benannte sie nach sich selbst in Antiocheia um. Nach einer weiteren Flutkatastrophe und einem erneuten Aufbau benannte der lokale Machthaber Hyspaosines die Stadt wiederum nach sich (Charax Spasinou heißt „Schanze des [Hy]spaosines“). Hyspaosines machte die Stadt zur Hauptstadt seines Reiches, das später Charakene genannt wurde. Nach der Zeitenwende verlor die Stadt, mittlerweile von den Arsakiden abhängig, langsam ihre griechische Prägung. Der sassanidische Herrscher Ardaschir I. gab der Stadt im 3. Jahrhundert wiederum einen neuen Namen: Astarabad Ardaschir. Der arabische Name des Ortes war dann Karch Maisan.
Charax Spasinu wird bei Plinius dem Älteren (Naturgeschichte 6,31) beschrieben, der vor allem ihre Dammanlagen rühmt. Charax Spasinu war ein sehr bedeutendes Handelszentrum, vor allem für den Indienhandel.
Die Stadt konnte bei Surveys im Gelände mit einiger Sicherheit lokalisiert werden und ist ca. 2,8 km × 1,5 km × 1,3 × 2,9 km groß.  Oberflächenfunde (Keramik) stammen aus sassanidischer und frühislamischer Zeit. Seit 2016 finden weitere Untersuchungen durch ein britisch-deutsches Team statt. Die Stadt hatte nach ersten Untersuchungen einen Stadtplan mit Blocks von 185 m mal 85 m Größe. Sie gehören damit zu den größten Blocks in der ganzen Antike. Bei den ersten Untersuchungen konnten auch zwei große, wahrscheinlich öffentliche, Gebäude identifiziert werden. Ihre Datierung ist noch offen.

## Einzelbelege
1. ↑  Alexandria in der Encyclopædia Iranica (englisch).
2. ↑  Schuol: Die Charakene, S. 199
3. ↑  CHARAX SPASINOU 2016 ENGLISH REPORT (auf Academia.edu)
4. ↑  CHARAX_SPASINOU_2016_ENGLISH_REPORT, pp. 6-8 (on Academic.edu)

Koordinaten: 30° 53′ 40,9″ N, 47° 34′ 40,9″ O